# أوغسطين أسقف كانتربيري
أوغسطين أسقف كانتربري (ولد في الثلث الأول من القرن السادس / توفي 26 أيار / مايو 604) كان راهبًا بيندكتيًّا وأصبح أولَ رئيس لأساقفة كانتربري في سنة 597. وهو يُعَد «رسول الإنجليز» ومؤسس الكنيسة الإنجليزية.
كان أوغسطين رئيسًا لدير في روما عندما اختاره البابا غريغوري الكبير في عام 595 لقيادة البعثة، التي عادة ما تُعرف باسم البعثة الغريغورية إلى بريطانيا؛ من أجل تنصير الملك إيثيلبيرت ومملكة كينت من الوثنية الأنجلو ساكسونية. ربما اختيرت مملكة كينت لأن إيثيلبيرت كان قد تزوَّج الأميرة المسيحية بيرثا ابنة تشاريبيرت الأول ملك باريس، التي كان من المتوقع أن تمارس بعض التأثير على زوجها. قبل الوصول إلى كينت، فكَّر المبشرون في التراجع، ولكن غريغوري شجعهم وحثهم، وفي عام 597، هبط أوغسطين على جزيرة ثانيت وشرع نحو مدينة إيثيلبيرت الرئيسية  مدينة كانتربري.
تحول الملك إيثيلبيرت إلى المسيحية وسمح للمبشرين أن يُبشروا بحرية، ومنحهم الأراضي لتأسيس دير خارج أسوار المدينة. عُيِّن أوغسطين أسقفًّا، واعتنق الآلاف من رعايا الملك النصرانية، في قدَّاس المعمودية في يوم عيد الميلاد عام 597م. أرسل البابا غريغوري العديد من المبشرين في عام 601، مع الرسائل المشجِّعة والهدايا إلى الكنائس، على الرغم من أن المحاولات لإقناع الأساقفة الكلتيين أن يقدموا السلطة إلى أوغسطين باءت بالفشل. تم إنشاء الأساقفة الرومان في لندن وروتشستر في عام 604، تأسست مدرسة لتدريب الكهنة والمبشرين الأنجلوسكسونيين. قام أوغسطين أيضا بترتيب من أجل تعيين خليفته لورانس أسقف كانتربري. توفي رئيس الأساقفة ربما في عام 604 و لم يمر وقت طويل حتى تم تكريمه من التبجيل كقديس.

## خلفية عن البعثة
بعد انسحاب الجحافل الرومانية من مقاطعة بريطانيا في عام 410 تُرك السكان للدفاع عن أنفسهم ضد هجمات ساكسون. قبل انسحاب الرومان، كانت بريطانيا قد اعتنقت المسيحية. أرسلت بريطانيا  ثلاث أساقفة إلى مجلس آرل في عام 314 كما ذهب أسقف غالي  إلى الجزيرة في عام 396 للمساعدة في تسوية المسائل التأديبية. المواد لا تزال تشهد على وجود متزايد للمسيحيين، على الأقل حتى حوالي عام 360. بعدما غادرت الفيالق الرومانية استقرت القبائل الوثنية في الأجزاء الجنوبية من الجزيرة بينما بقي غرب بريطانيا على المسيحية. هذه الكنيسة البريطانية الأم كانت بمعزل عن روما تحت تأثير المبشرين من أيرلندا وكانت تركز على الأديرة بدلا من الأسقفيات. وغير ذلك من الخصائص المميزة كحساب تاريخ عيد الفصح وأسلوب حلاقة الشعر والشعر الذي ارتداه رجال الدين. دليل على بقاء المسيحية في الجزء الشرقي من بريطانيا خلال هذا الوقت يتضمن بقاء ديانة القديس ألبان. لا يوجد دليل على أن هؤلاء المسيحيين الأصليين حاولوا تحويل الأنجلو ساكسون إلى مسيحيتهم. دمرت الغزوات معظم مخلفات الحضارة الرومانية في المناطق التي سيطر عليها الساكسون والقبائل ذات الصلة بهم، بما في ذلك الهياكل الاقتصادية والدينية.

## الوصول والجهود الأولى

خريطة الخطوط العامة لبعض الممالك البريطانية حوالي عام 600

بعد وقت قصير من وصوله، أسس أوغسطين دير القديسين بطرس وبولس، التي أصبحت فيما بعد دير القديس أوغسطين على أرض تبرع بها الملك. هذا التأسيس غالبا ما يعتبر أول دير بينديكتين  خارج إيطاليا، وبتأسيسه، أدخل أوغسطين سيادة سانت بنديكت السادس عشر إلى إنجلترا، ولكن ليس هناك دليل على أن الدير اتبع حكم البينديكتين في وقت تأسيسها. في رسالة غريغوري كتب إلى بطريرك الإسكندرية في عام 598، ادعى أن أكثر من عشرة آلاف من المسيحيين تم تعميدهم. عدد قد يكون مبالغا فيه ولكن ليس هناك من سبب للشك في أن التحويل كان شاملا. ومع ذلك، ربما كان هناك بعض المسيحيين بالفعل في كينت من قبل وصول أوغسطين كبقايا المسيحيين الذين يعيشون في بريطانيا في وقت لاحق من الإمبراطورية الرومانية. مع ذلك فهناك بعض الآثار الأدبية عن وجودهم.  أثر آخرلتحويل الملك من قبل بعثة أوغسطين هو انخفاض تأثير الفرنجة على الممالك الجنوبية من بريطانيا.

## عمل إضافي

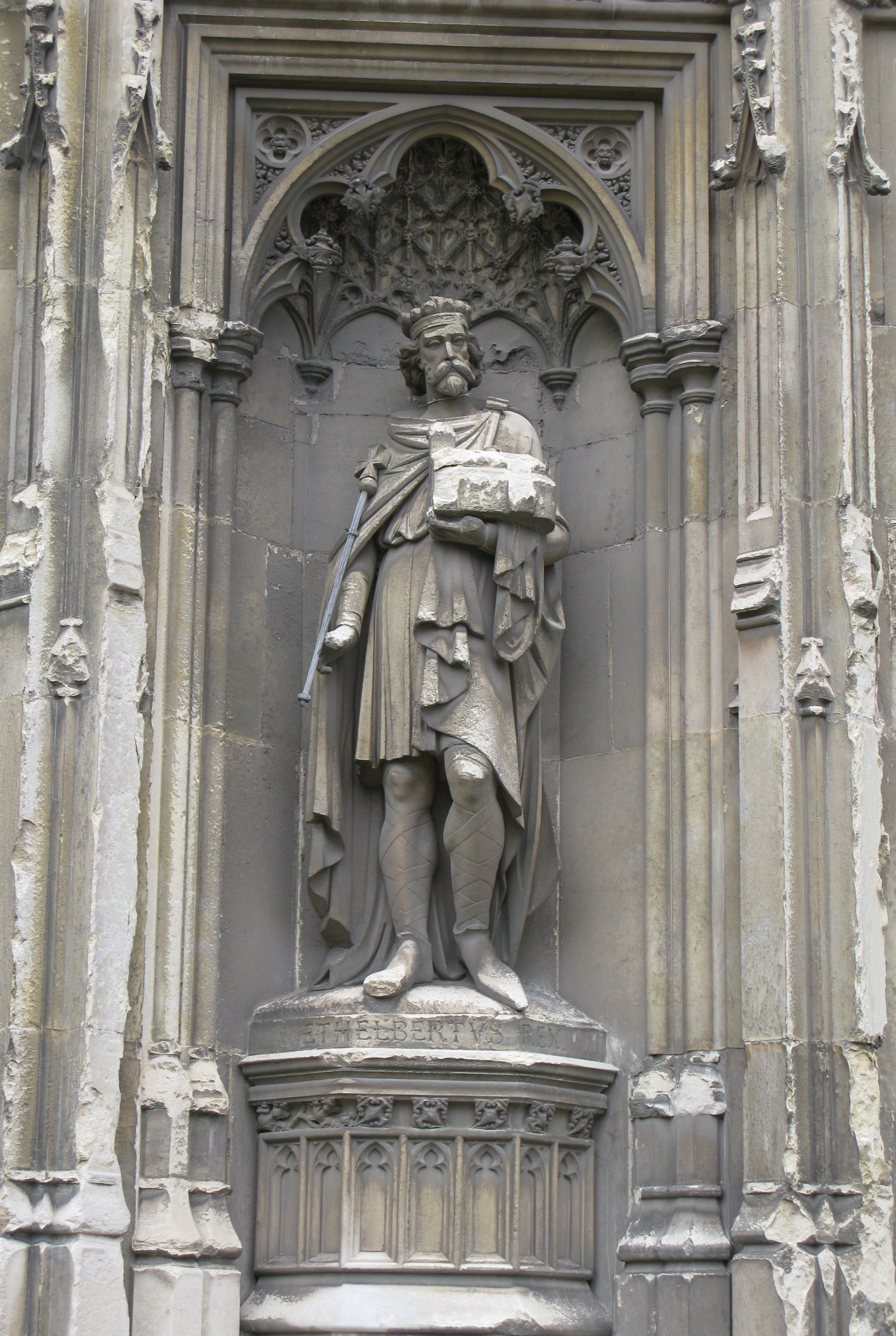
تمثال إيثيلبيرت ملك كينت في كاتدرائية كانتربري.

في عام 604، أسس أوغسطين أسقفيتين أخرتان في بريطانيا. حيث تم تكريس اثنين من الرجال الذين أتوا إلى بريطانيا معه في عام 601 ، ميليتس كأسقف لندن و جوستوس كأسقف روتشستر. يقول بيدي أن القديس أوغسطين، مع مساعدة من الملك ساعد في تعافي كنيسة بنيت من قبل الرومان المسيحيين في كانتربري. ليس من الواضح إذا كان بيدي يقصد أن القديس أوغسطين أعاد بناء الكنيسة أو أن أوغسطين قام فقط بإعادة ترميم وتحويل مبنى للعبادة الوثنية. إلا أن الأدلة الأثرية تميل إلى التفسير الأخير; في عام 1973 تم اكتشاف بقايا بناء يعود العصر الروماني البريطاني  جنوب كاتدرائية كانتربري الحالية. المؤرخ  إيان وود يقول بوجود نقط اتصال جديدة بين أوغسطين والمسيحين الأصليين لأن الموضوعات التي تم تناولها في العمل لا تقتصر على التحول من الوثنية فقط، ولكن أيضا التعامل مع العلاقات بين أنماط مختلفة من المسيحية.

## الموت والتراث

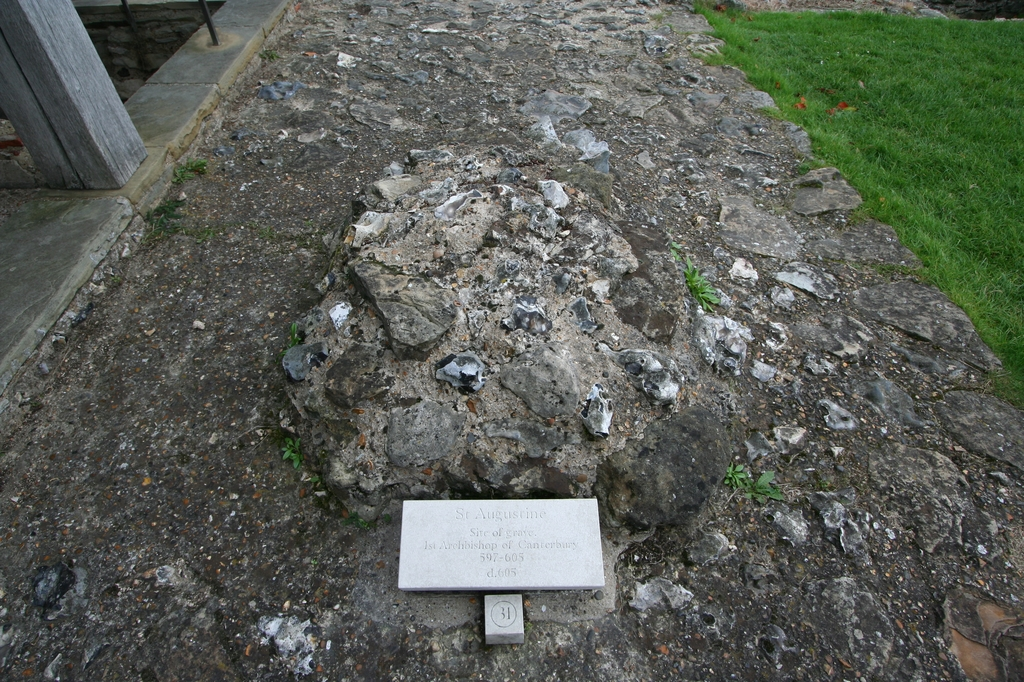
مقبرة أوغسطين في كانتربري

قبل وفاته، كرس أوغسطين  لورانس كانتربري خلفا له في الأسقفية ربما من أجل ضمان النقل المنظم. على الرغم من أنه في وقت موت أوغسطين، 26 مايو عام 604، كانت البعثة بالكاد تتجاوز كينت، تعهده قدم أسلوبا أكثر نشاطا للتبشيرية في الجزر البريطانية. على الرغم من وجود المسيحين في وقت سابق في أيرلندا وويلز، إلا ان الجهود قد بذلت لمحاولة تحويل السكسونيين الغزاة. تم إرسال أوغسطين من أجل تحويل أحفاد أولئك الغزاة، وأصبح له في نهاية المطاف تأثير حاسم في المسيحية في الجزر البريطانية. الكثير من النجاح جاءت بسبب علاقة أوغسطين الوثيقة مع إيثلبيرت الذي أعطى الأساقفة الوقت لإثبات نفسه. مثال أوغسطينأثر أيضا في الجهود التبشيرية العظيمة الأنجلوسكسونية للكنيسة.

## ملحوظات
1. ↑  The name is in the halo, in a later hand. The figure is identified as a saint, rather than Christ, by his clerical tonsure.[1] The view that it represents Gregory is set out by Douglas Michaels in a recent article.[2]
2. ↑  The actual Latin is from Chapter 33, Book 1 of Bede, and an online version is here. The sentence in question is "AT Augustinus, ubi in regia ciuitate sedem episcopalem, ut praediximus, accepit, recuperauit in ea, regio fultus adminiculo, ecclesiam, quam inibi antiquo Romanorum fidelium opere factam fuisse didicerat, et eam in nomine sancti Saluatoris Dei et Domini nostri Iesu Christi sacrauit, atque ibidem sibi habitationem statuit et cunctis successoribus suis."[21] The Latin word recuperauit could be translated either "repaired" or "recovered". Sherley-Price translates the sentence as "Having been granted his episcopal see in the royal capital, as already recorded, Augustine proceeded with the king's help to repair a church he was informed had been built long ago by Roman Christians."[22]

## الاستشهادات
1. ↑  Schapiro "Decoration of the Leningrad Manuscript of Bede" Selected Papers: Volume 3 pp. 199; 212–214
2. ↑  Dales "Apostle of the English" L'eredità spirituale di Gregorio Magno tra Occidente e Oriente p. 299
3. ↑  Encyclopædia Universalis (بالفرنسية), Encyclopædia Britannica, 1968, QID:Q1340194
4. ↑  Encyclopædia Britannica (بالإنجليزية), QID:Q5375741
5. ↑  Delaney Dictionary of Saints pp. 67–68
6. ↑  Frend "Roman Britain" Cross Goes North pp. 80–81
7. ↑  Frend "Roman Britain" Cross Goes North pp. 82–86
8. ↑  Hindley Brief History of the Anglo-Saxons pp. 3–9
9. ↑  Mayr-Harting Coming of Christianity pp. 78–93
10. ↑  Yorke Conversion of Britain pp. 115–118 discusses the issue of the "Celtic Church" and what exactly it was.
11. ↑  Yorke Conversion of Britain p. 121
12. ↑  Stenton Anglo-Saxon England p. 102
13. ↑  Mayr-Harting Coming of Christianity pp. 32–33
14. ↑  Kirby Earliest English Kings p. 23
15. ↑  Blair Church in Anglo-Saxon Society pp. 61–62
16. ↑  Lawrence Medieval Monasticism p. 55
17. ↑  Frend "Roman Britain" Cross Goes North p. 79
18. ↑  Kirby Earliest English Kings p. 29
19. ↑  Hayward "St Justus" Blackwell Encyclopaedia of Anglo-Saxon England pp. 267–268
20. ↑  Lapidge "St Mellitus" Blackwell Encyclopaedia of Anglo-Saxon England pp. 305–306
21. ↑  "Historiam Ecclesiasticam Gentis Anglorum: Liber Primus". The Latin Library. Ad Fontes Academy. مؤرشف من الأصل في 2008-03-17. اطلع عليه بتاريخ 2008-04-01.
22. ↑  Bede History of the English Church and People p. 91
23. ↑  Brooks Early History of the Church of Canterbury p. 50
24. ↑  Wood "Augustine and Aidan" L'Église et la Mission p. 170
25. ↑  Hindley Brief History of the Anglo-Saxons p. 43
26. ↑  Collins Early Medieval Europe p. 185
27. ↑  Mayr-Harting Coming of Christianity p. 249
28. ↑  Mayr-Harting Coming of Christianity pp. 265–266
29. ↑  Wood "Mission of Augustine of Canterbury" Speculum p. 8

## للمزيد من القراءة
- Chaplais, P. (1965–1969). "Who Introduced Charters into England? The Case for Augustine". Journal of the Society of Archivists. ج. 3 ع. 10: 526–542. DOI:10.1080/00379816509513917.
- Sharpe, R. (1995). "The Setting to St Augustine's Translation, 1091". في Eales, R.؛ Sharpe, R. (المحررون). Canterbury and the Norman Conquest. London: Hambledon Press. ص. 1–13. ISBN:978-1-85285-068-5.

## روابط خارجية
- قالب:PASEProsopography of Anglo-Saxon England